# Инга и Ануш Аршакјан
Инга и Ануш Аршакјан (јерм. Ինգա եւ Անուշ Արշակյաններ), познате као Сестре Аршакјан (јерм. Արշակյան քույրեր), две су јерменске фолк певачице и текстописци. Представљале су Јерменију на Евровизији 2009. године. Прошле су у финале где су завршиле на 10. месту.

## Биографије

### Младост
Ануш Аршакјан се родила 24. децембра 1980. године у Јеревану. Завршила је музичку школу С. Асламазјана. 1994. је освојила прво место на такмичењу "Гласови Сонорана" у Омску. У том раздобљу је постала позната као композитор и текстописац. Касније су њене песме имале велики успех. Године 1997. је уписала музички колеџ А. Бабајанјана, да би две године касније, 1999. дебитовала као солиста заједно с Јерменском државном филхармонијом. Године 2001. завршила је музички колеџ. Од 2001. до 2005. је похађала Јеревански музички конзерваторијум, смер џез-вокал.
Инга Аршакјан се родила 18. марта 1982. године у Јеревану. Такође је завршила музичку школу С. Асламазјана и музички колеџ А. Бабајанјана, смер виолина. Године 1997, док је студирала, била је виолинисткиња Г. Акемјан. Следеће, 1998. године, придружила се сестри, те су заједно почеле радити. Од 2002. до 2005. је похађала Јеревански музички конзерваторијум.

## Каријера
Године 2000. почеле су заједно да певају. Песме су писали А. Григорјан и Ануш. Певале су у многим јерменским градовима, биле су популарне. У септембру 2002. су започеле прву турнеју с бендом и отпутовале у САД. Након концерта у Лос Анђелесу, добиле су позив да одрже концерт самостално.
Године 2002. биле су номиноване на такмичењу "Златна лира". У фебруару 2003. су одржале соло концерт "Seasons of Life" који је припремио продуцент А. Григорјан. У марту 2003. су издале први албум "Menk Enk Ays Sarere". Затим су добиле позивнице за концерте у Њујорку, Торонту, Аргентини и Паризу. У новембру су коначно напустиле бенд и почеле самостално да наступају.
Народну песму "Тамзара" издале су 2004. године, са којом су победиле на такмичењу "Златна лира". Видео спот за песму је објављен 2005. године. Наредне године су издале други албум који се зове "Тамзара".

### Евровизија 2009.
Дана 14. фебруара 2009. године су изабране да представљају Јерменију на Евровизији с песмом "Јан Јан". У полуфиналу 12. маја су завршиле на 5. месту с 99 бодова и прошле у финале. У финалу су завршиле на 10. месту с 92 бода.

## Дискографија

### Албуми
- 2003:
- 2006: Тамзара

### Синглови
- 2009: Јан Јан